# Salvia mirzayanii
Salvia mirzayanii là một loài thực vật có hoa trong họ Hoa môi. Loài này được Rech.f. & Esfand. miêu tả khoa học đầu tiên năm 1952.